# Porogadus catena
Porogadus catena är en fiskart som först beskrevs av Goode och Bean, 1885.  Porogadus catena ingår i släktet Porogadus och familjen Ophidiidae. Inga underarter finns listade i Catalogue of Life.